# Mohawk (acconciatura)

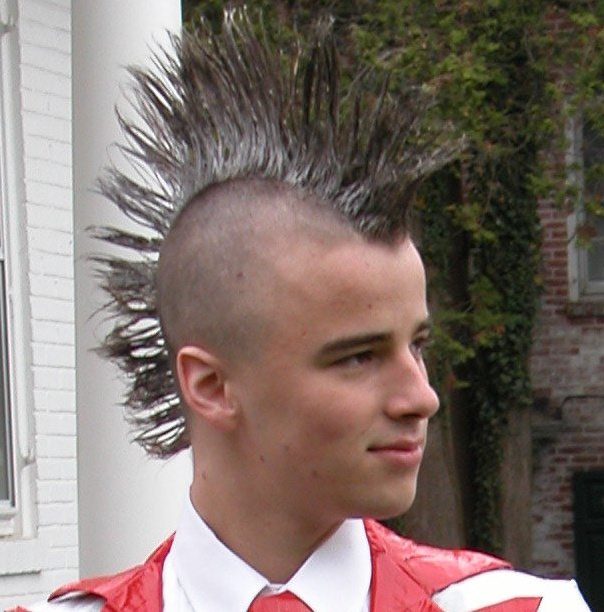
Un esempio di taglio alla mohawk

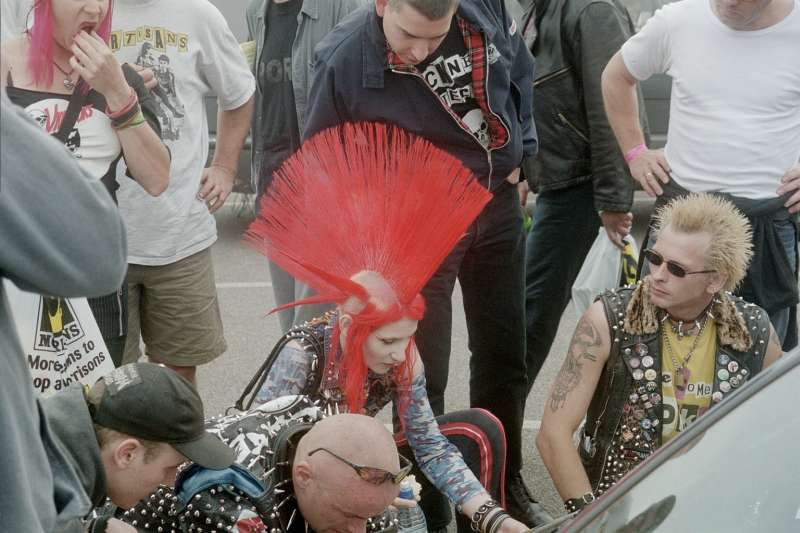
un esempio di mohawk estremo indossato da una ragazza punk

Il taglio alla mohawk (conosciuto in Italia come cresta) è un tipo di acconciatura che consiste nel rasare entrambi i lati della testa, lasciando una striscia di capelli centrali, normalmente piuttosto lunghi, e alzati verso l'alto usando la lacca. È un taglio diventato popolare nella cultura punk nei primi anni ottanta, e in seguito adottato da altri gruppi e subculture, variando di volta in volta nello stile. Nonostante il taglio alla mohawk sia entrato a far parte della moda, viene ancora associato alla cultura punk. Il Mohawk può essere di diverse altezze, tra 3-8 cm può essere considerato basso, tra 8-15 cm medio, tra 15-30 cm alto, e tra 30-50 cm (ma anche di più) può essere considerato estremo. Questa acconciatura è usata egualmente da uomini e donne.

## Storia

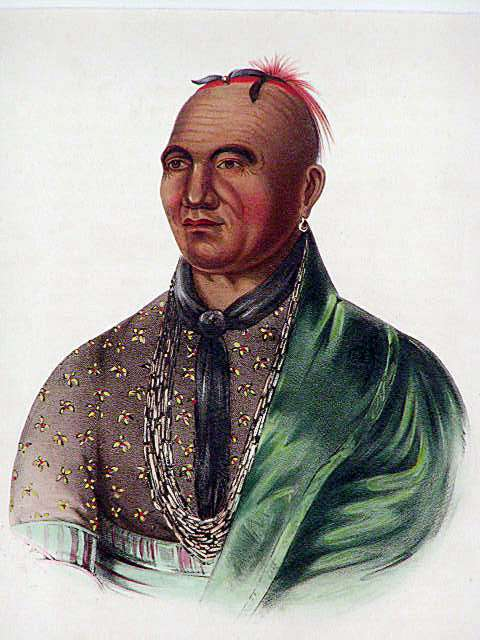
Il famoso leader Mohawk Joseph Brant

L'uomo di Clonycavan, una mummia di 2 300 anni rinvenuta vicino a Dublino, aveva un'acconciatura simile alla mohawk, mantenuta da resina e oli vegetali. Si è spesso pensato che il taglio mohawk fosse utilizzato dai popoli Mohicani e dalla nazione Mohawk, ma in realtà si tratta di un equivoco dovuto al nome. In realtà i wyandot furono i primi nativi americani ad adottare tale taglio di capelli, ma i primi esploratori francesi confusero tale popolazione con i Mohawk generando l'equivoco. È riportato che comunque anche molte altre tribù native americane, in periodi di guerra, usassero radere i propri capelli, eccetto per una "cresta" al centro della testa, riproducendo appunto l'effetto del taglio alla mohawk.
Nella seconda guerra mondiale e in particolare durante lo sbarco in Normandia, gli esploratori (pathfinder) appartenenti alla 101ª Divisione Aviotrasportata utilizzarono il taglio alla mohawk. Dalla fine del ventesimo secolo il taglio alla mohawk (più noto in Europa con il nome cresta) è stato adottato dalla cultura punk. In questa fase spesso i capelli venivano tinti e, tramite l'applicazione di gel o altri collanti, alzati per formare una cresta, spesso di notevole altezza. L'adozione di tale taglio per i punk era simbolo di anarchia e rappresentava la loro appartenenza alla lotta alle autorità. Il taglio alla mohawk è entrato anche a far parte della cultura goth, molto vicina a quella punk.

## Nella cultura di massa

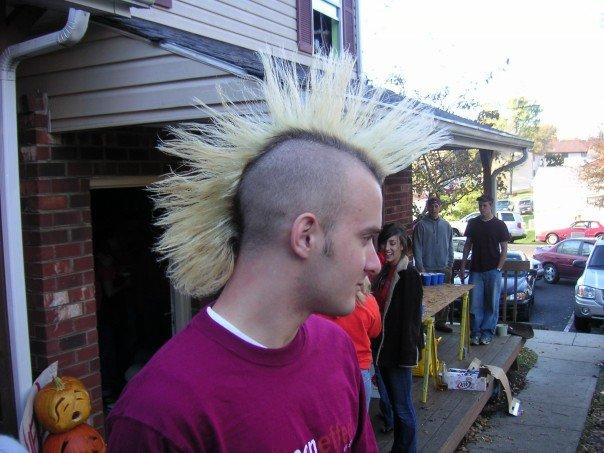
Mohawk, tinto di biondo

Ben prima di essere adottata da alcuni gruppi punk circa agli inizi degli anni ottanta, l'acconciatura alla "mohawk" fece una delle sue prime e più significative apparizioni nel 1976 nel celebre film Taxi Driver di Martin Scorsese. Successivamente acquisì una notevole popolarità, dopo essere diventata il "segno distintivo" dell'attore Mr. T, protagonista della serie televisiva A-Team e del film Rocky III. In seguito è stata adottata da Richie Stotts del gruppo punk newyorkese The Plasmatics, seguito da Jean Beauvoir e Wendy O. Williams nel 1980.
Negli anni duemila il mohawk si è evoluta nell'acconciatura fauxhawk (o più popolarmente conosciuta come crestina o crestino), un taglio più "popolare" inventato dallo stilista francese Hedi Slimane e reso popolare anche dal calciatori David Beckham, Radja Nainggolan, e Marek Hamšík.

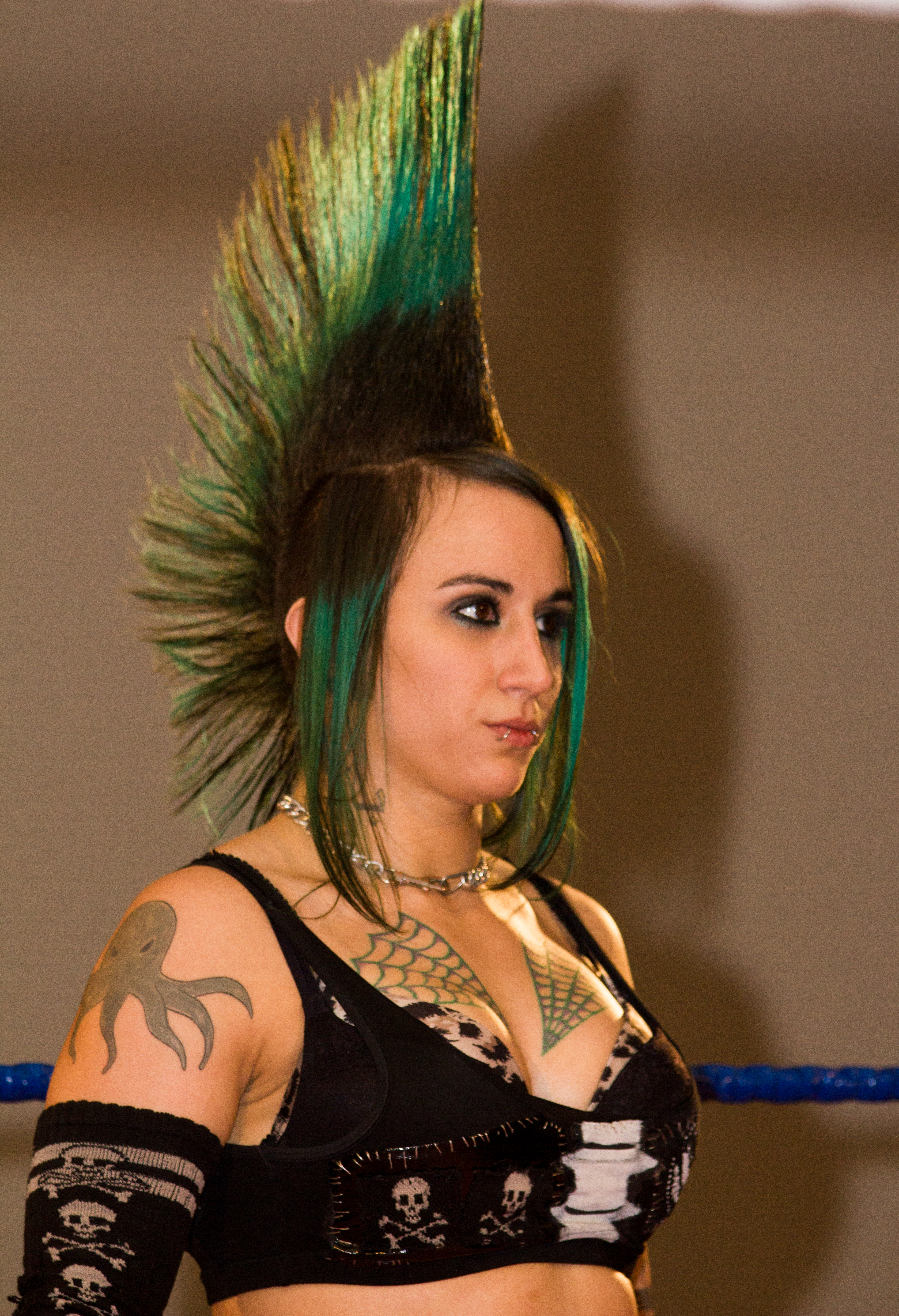
L'altissima cresta di Christina Von Eerie

Anche diverse personalità femminili hanno sfoggiato un mohawk, anche abbastanza alto, come Eva Simons, Christina Von Eerie, e la  Pink (cantante).

## I diversi tipi di Mohawk

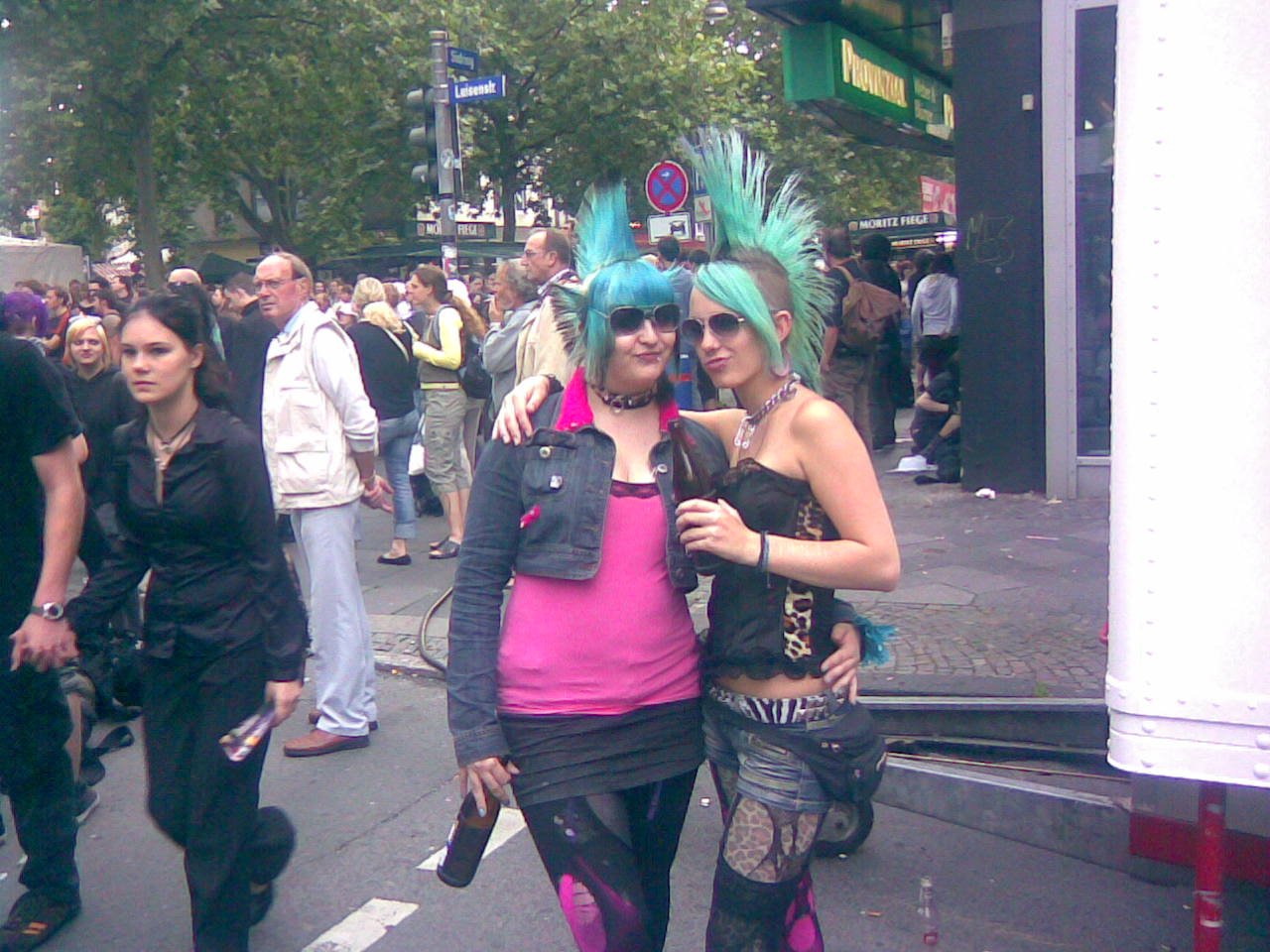
Due ragazze con la cresta. Quella a sinistra ha un Trihawk, mentre quella a destra un Mohawk Classico.

Mohawk Classico, la classica cresta punk, rasata ai lati, e sulla testa parte una striscia di capelli continua, che arriva fino alla nuca; è il più comune di tutti i Mohawk e si può trovare anche con la frangia o con dei ciuffi non laccati sulla parte frontale (come l'immagine a fianco)
Liberty Spikes Mohawk, è il più punk di tutti, nonché il più facile da realizzare. Ha la stessa struttura del Mohawk classico, ma non è una striscia continua, ma sono delle singole ciocche di capelli, che vengono appuntite, fino ad assomigliare a delle vere e proprie punte.
Bihawk, è completamente diverso dai due stili appena citati, infatti la parte dove passerebbe il mohawk classico è rasata, e sopra i lati della testa spuntano due creste, che arrivano fino alla nuca. Può essere in stile liberty spikes o classico.
Trihawk, è l'insieme tra Mohawk e Bihawk, infatti è composto da tre creste, una sulla parte superiore della testa fino alla nuca, e le altre due ai lati della testa. Questo è sicuramente lo stile più complicato da realizzare, nonché il più spettacolare e creativo, dato che può essere sia in stile Classico sia in stile Liberty Spikes sia in entrambi i modi.